# Enrique Carral Icaza
Enrique Carral Icaza (* 14. Juli 1914 in Mexiko-Stadt; † 1976 ebenda) war ein mexikanischer Architekt.

## Leben
Carral war der Sohn von José Rafael Carral y Marrón und Carlota Icaza Sánchez. Er studierte von 1933 bis 1938 Architektur an der Escuela Nacional de Arquitectura der Universidad Nacional Autónoma de México (UNAM). Seine Arbeit als Architekt nahm er 1941 auf. Mit seinen eher rationalistischen Entwürfen, bei denen er stets auf der Suche nach neuen Einflüssen war, prägte er die Geschichte zeitgemäßer mexikanischer Architektur mit. Er projektierte überwiegend Wohngebäude, Bildungseinrichtungen, kommerzielle und auch religiöse Bauten, Krankenhäuser, Industrie- sowie Verwaltungsgebäude und auch Erholungs- und Touristikeinrichtungen. Unter anderem wurde er mit der Federführung bei Projekten des Instituto Mexicano del Seguro Social (dt.: Institut für soziale Absicherung) und mit der Hauptleitung der UNAM-Bauprojekte beauftragt.
An der Escuela Nacional de Arquitectura der UNAM und auch an der Universidad Iberoamericana (UIA) war er Professor für Architekturkomposition. Von 1958 bis 1960 war er Direktor der Fakultät für Architektur und von 1975 und 1976 auch Koordinator der Lehrwerkstatt 1 der Escuela Nacional de Arquitectura an der UNAM.
Carral war Gründungsmitglied der Academia Mexicana de Arquitectura und ist Mitglied des Colegio de Arquitectos de la Ciudad de México (CAM) sowie Mitglied im Rat der emeritierten akademischen Mitglieder (Consejo de Socios Académicos Eméritos) der Sociedad de Arquitectos de México (SAM).

## Werke (Auswahl)
- Architekturwerkstatt (1950–1951), zusammen mit Augusto H. Álvarez und Manuel Martínez Páez
- Flughafen Mexiko-Stadt (1950–1952), zusammen mit Augusto H. Álvarez, Manuel Martínez Páez, Ricardo Flores und Guillermo Pérez Olagaray
- Stierkampfarena in Acapulco (1953–1955), mit Augusto H. Álvarez
- Colegio Oxford (1955–1956), mit Augusto H. Álvarez und Manuel Martínez Páez
- Stadtplanungsprojekt Palmas (1955–1959), mit Augusto H. Álvarez
- Kirche zur Heiligen Familie in der Portales-Siedlung (1961)
- Stadtzentrum Manacar (1963)
- Centro Internacional para el Mejoramiento del Maíz y del Trigo (1970–1971), mit Augusto H. Álvarez
- Malwerkstatt für Ricardo Martínez de Hoyos (1972)
- Wohnkomplex El Rosario INFONAVIT (1973–1974),